# 교토 방송

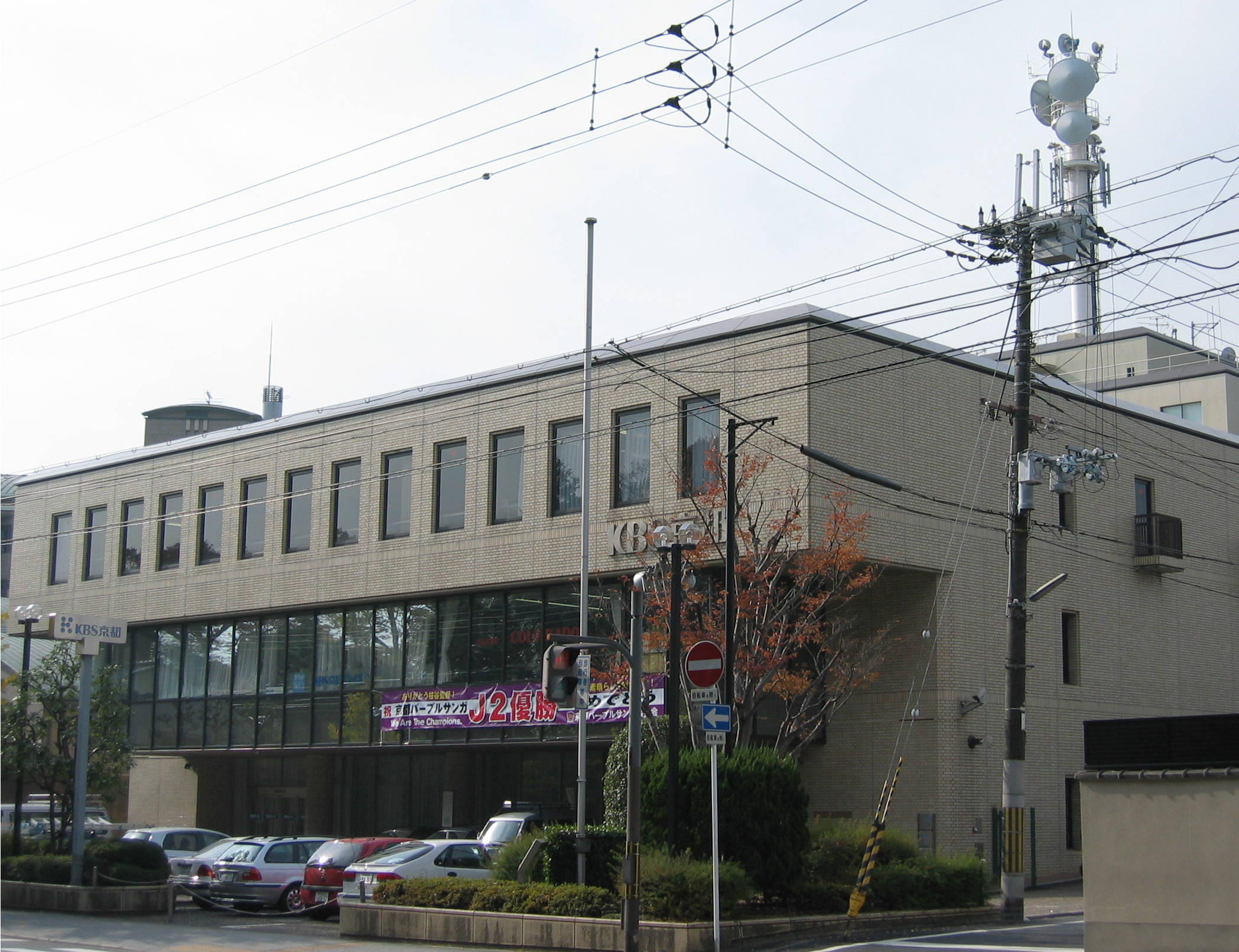
교토방송 주식회사 본사 건물.

교토방송 주식회사(일본어: 株式会社京都放送, Kyoto Broadcasting System Company, Limited 교토 브로드캐스팅 시스템 컴패니, 리미티드[*])는 일본의 교토 시에 위치한 방송사이다 1951년 6월 26일 설립되었으며 라디오와 텔레비전 방송사인 KBS 교토(KBS京都)와, 또 다른 라디오 방송사인 KBS 시가(KBS滋賀)로도 잘 알려져 있다.

## 개요

### 라디오 방송
- 방송 지역은 교토부와 시가현이며 NRN 가맹국이다.
- 예전에는 평일 낮에 텔레비전과 동시방송을 한 적이 있었다.
- 라디오 오사카·라디오 간사이·와카야마 방송과 「지진등의 대규모 재해시의 상호 원조 협정」을 체결했다.
- KBS시가는 일부 시간대에 시가현 전용 프로그램을 방송한 적이 있었으나 현재는 프로그램 하나만 따로 방송하고 있다.(여름 고교야구가 시작될때에는 시가현 대표가 출전한 경기나 시가현에서 열린 대회를 독자적으로 중계하기도 한다.)
- 마이즈루 송신소와 후쿠치야마 송신소에서는 예전에 자체 제작 뉴스 프로그램을 방송한 적이 있었다.

### 텔레비전 방송 (교토 TV)
- 방송 지역은 교토 부이며 원칙적으로 독립편성을 중요시된다. 이전에 도쿄 12채널의 프로그램도 많이 방송했으나, TXN 가맹국인 TV 오사카가 개국하면서 방송시청 가능지역이 오사카부와 겹친다는 이유로 시청자 보호관점에서 방송되는 일부 프로그램을 제외하고 TV도쿄의 프로그램을 중단해야만했다.
- 자사제작 드라마를 많이 방송하고 있으며 최근에는 한국과 대만의 드라마를 많이 방송하고 있다.

### KBS 시가
- 교토 방송 중파 방송국 시가 방송국을 부르는 말로 1960년 5월 25일 시가현 히코네시에 개국하였으며 NHK 오쓰 방송국과 송신소를 공유하고 있다.
- 오쓰시 서남부 지역 등 일부지역에서는 교토 방송국을 직접수신할 수 있어 의외로 시가 방송국의 존재를 모르는 사람들이 있다.
- 교토방송국에서 전송하는 프로그램과 독자적인 지역 프로그램, 교토방송국이 방송하지 않는 NRN계열 프로그램을 방송하고 있으며 이 경우 지역광고를 시가현 지역의 광고로 바꾸기도 한다.

## 주파수·채널

### 라디오
| 방송국·중계국         | 콜사인 | 주파수  | 출력 | 비고          |
| --------------------- | ------ | ------- | ---- | ------------- |
| 교토 방송국           | JOBR   | 1143kHz | 20kW |               |
| 히에이 FM 보완 중계국 |        | 94.9MHz | 3kW  |               |
| 마이즈루 중계국       | JOBO   | 1215kHz | 2kW  |               |
| 후쿠치야마 중계국     | JOBE   | 1485kHz | 100W |               |
| 시가 중계국           | JOBW   | 1215kHz | 1kW  | 통칭 KBS 시가 |

### 텔레비전
JOBR-DTV - KBS교토 디지털 텔레비전 (京都放送デジタルテレビジョン)
- 가상채널번호 5
- 교토시 - 채널 23

## 연혁
- 1951년 6월 26일 - 설립.
- 1951년 12월 1일 - (구) 교토방송(약칭 KHK, 호칭 라디오 교토)으로서, 일본 전국민방에서는 5번째로 개국(당초에는 라디오 영업). 같은 날에 개국한 라디오 도쿄 (지금의 도쿄 방송)의 프로그램을 중심으로 편성.
- 1958년 - 한큐 전철, 산케이 신문, 교토신문, 고베신문, 고베방송 (지금의 라디오 간사이)와 공동으로 간사이 TV 방송을 개국.
- 1963년 - 다카시마야 백화점 교토점에 서일본 지역 방송국 중 최초로 외부 스튜디오 개설.
- 1964년 - 긴키 방송(약칭 KBS)으로 사명변경.
- 1965년 - 서일본 첫 올나이트 프로그램 「KBS 심야방송」을 개시.
- 1968년 12월 24일 - 긴키 방송 텔레비전, 그 날부터 시험전파를 발사(히에이산송신소 채널 34, 10 kW).
- 1969년 2월 1일 - 긴키 방송 텔레비전, 오전 9시 30분 테스트 패턴을 시작으로 시험방송을 개시.
- 1969년 4월 1일 - 긴키 방송 텔레비전 방송국 개국. 도쿄12채널(지금의 TV 도쿄), 일본교육TV(지금의 TV 아사히)와 네트워크 관계를 맺는다.
- 1978년 - 심야 라디오 프로그램 올나이트 닛폰 방송 개시(4월).
- 1980년 - 민영 텔레비전 방송국 중 최초로 황금시간대 정보 프로그램 「타임리 10」 방송개시.
- 1981년 - 개국 30주년을 기하여, 본사 신사옥 완성. 그와 동시에, KBS 교토라는 호칭 사용시작.
- 1997년 - 사명을 교토 방송으로 환원.
- 2001년 - 9월에 선 텔레비전과 업무제휴를 통해 3도 네트워크 확립.
- 2005년 4월 1일 - 지상파 디지털 텔레비전 방송 본방송 개시.
- 2007년 4월 - 토메이한 넷6에 참가.
- 2011년 7월 24일 - 지상파 아날로그 텔레비전 방송 종료
- 2018년 4월 2일 - 히에이 FM 보완 중계국 개국.

### 텔레비전 네트워크 변천사
- 1969년 4월 1일 텔레비전 방송 개시.니혼TV·후지 TV ·NET-TV(현재의 TV 아사히) 프로그램 중 간사이 지역에서 방송되지 않는 프로그램을 방송하는 독립 방송국으로 개국했다.
- 1975년 3월 31일 마이니치방송에서 도쿄 12채널(현재의 TV 도쿄)준 중심방송국 지위를 이어받았으며 이 일을 계기로 도쿄 12채널의 프로그램을 많이 방송하게 되었다.
- 1982년 3월 1일 TV 오사카 개국에 따라 TV도쿄 준중심방송국 자리를 TV 오사카에게 양도하면서 독립방송국으로 재출발하게 된다.

## 보충서술
- 원래, 교토방송은  라디오 교토(KHK, ラジオ京都) 이전에는 긴키 방송(近畿放送)으로 불렸다. 한편, 약자로는 KBS를 썼다.
- 방송국의 주주로 있는 기업 대부분이 교토에 본사를 두고 있는 기업이다.

## 교토부에 있는 다른 텔레비전·라디오 방송국
- NHK 교토 방송국
- FM교토(독립 라디오 방송국)

## 같이 보기
- 교토 신문